# Piaski (rejon brzostowicki)
Piaski (biał. Пяскі; ros. Пески) – wieś na Białorusi, w obwodzie grodzieńskim, w rejonie brzostowickim, w sielsowiecie Olekszyce.

## Historia
Dawniej w województwie trockim Rzeczypospolitej Obojga Narodów. W czasach zaborów w granicach Imperium Rosyjskiego, w guberni grodzieńskiej. W latach 1921–1939 ówczesna okolica leżała w Polsce, w województwie białostockim, w powiecie grodzieńskim, w gminie Wielkie Ejsymonty.
Według Powszechnego Spisu Ludności z 1921 roku zamieszkiwało tu 78 osób, 49 było wyznania rzymskokatolickiego, 29 prawosławnego. Jednocześnie 48 mieszkańców zadeklarowało polską przynależność narodową, 30 białoruską. Było tu 24 budynków mieszkalnych.
Miejscowości należały do parafii rzymskokatolickiej w Wielkich Ejsymontach i prawosławnej w Masalanach. Podlegała pod Sąd Grodzki w Indurze i Okręgowy w Grodnie; właściwy urząd pocztowy mieścił się w Wielkich Ejsymontach.
W wyniku napaści ZSRR na Polskę we wrześniu 1939 miejscowość znalazła się pod okupacją sowiecką. 2 listopada została włączona do Białoruskiej SRR. 4 grudnia 1939 włączona do nowo utworzonego obwodu białostockiego. Od czerwca 1941 roku pod okupacją niemiecką. 22 lipca 1941 r. włączona w skład okręgu białostockiego III Rzeszy. W 1944 miejscowość została ponownie zajęta przez wojska sowieckie i włączona do obwodu grodzieńskiego Białoruskiej SRR.
Od 1991 wchodzi w skład Białorusi.